# Góra (województwo lubelskie)
Góra – wieś w Polsce położona w województwie lubelskim, w powiecie lubelskim, w gminie Wojciechów.
Wieś szlachecka położona była w drugiej połowie XVI wieku w powiecie lubelskim województwa lubelskiego. W latach 1975–1998 miejscowość administracyjnie należała do ówczesnego województwa lubelskiego.
Wieś stanowi sołectwo gminy Wojciechów. Według Narodowego Spisu Powszechnego z roku 2011 wieś liczyła 145 mieszkańców.
Wierni Kościoła rzymskokatolickiego należą do parafii Matki Bożej Królowej Polski i św. Judy Tadeusza w Łubkach.

## Historia
Góra i Nowa Góra w wieku XIX wsie w powiecie lubelskim, gminie Wojciechów, parafii Bełżyce. W 1827 roku spisano tu 6 domów i 43 mieszkańców. Folwarki Chmielnik i Góra wraz ze wsiami folwarcznymi Chmielnik, Nowy Chmielnik oraz Góra i Nowa Góra stanowiły dobra o rozległości 1264 mórg. W roku 1867 zostały nabyte za kwotę 37 500 rubli srebrnych. Nabywcy Słownik geograficzny Królestwa Polskiego nie wskazuje.